# سفارة تشيلي في السويد
سفارة تشيلي في السويد هي أرفع تمثيل دبلوماسي لدولة تشيلي لدى السويد. تقع السفارة في ستوكهولم وهي تهدف لتعزيز المصالح التشيلية في السويد.

## وصلات خارجية
- الموقع الرسمي
- قائمة سفارات تشيلي
- قائمة السفارات في السويد